# Pardosa tatarica
Pardosa tatarica är en spindelart som först beskrevs av Tord Tamerlan Teodor Thorell 1875.  Pardosa tatarica ingår i släktet Pardosa och familjen vargspindlar.

## Underarter
Arten delas in i följande underarter:
- P. t. ligurica
- P. t. saturiator